# Yingquan

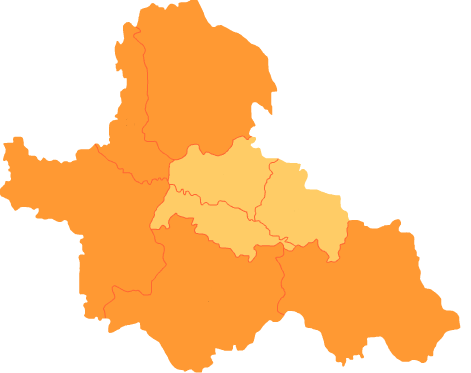
Lage des Stadtbezirks Yingquan im Gebiet der bezirksfreien Stadt Fuyang

Der Stadtbezirk Yingquan (chinesisch 颍泉区, Pinyin Yǐngquán Qū) ist ein Stadtbezirk der chinesischen Provinz Anhui. Er gehört zum Verwaltungsgebiet der bezirksfreien Stadt Fuyang. Er hat eine Fläche von 653,5 km² und zählt 622.000 Einwohner (Stand: Ende 2018).

## Administrative Gliederung
Auf Gemeindeebene setzt sich der Stadtbezirk aus zwei Straßenvierteln und vier Großgemeinden zusammen. 